# Armorial des communes de la Seine-Saint-Denis
- il comporte peu ou pas de sources.
- certaines figures sont encore dans un format bitmap et doivent être vectorisées.

Blason de France ancien : d'azur semé de fleurs de lys d'or.
Blason de la Seine-Saint-Denis : Coupé de France ancien, et de gueules à trois épis de blé mis en pal et chevron renversé, soutenus d'un vol d'argent ; une roue dentée du même brochant le tout en abîme.
Blason de Montmorency ancien : D'or à la croix de gueules cantonnée de quatre alérions d'azur.
Blason de Montmorency : D'or à la croix de gueules cantonnée de seize alérions d'azur.

Cette page dresse l'ensemble des armoiries connues (figures et blasonnements) des 40 communes de la Seine-Saint-Denis disposant d'un blason. 

(0 dessin(s) en attente.)
- Haut – A
- B
- C
- D
- E
- F
- G
- H
- I
- J
- K
- L
- M
- N
- O
- P
- Q
- R
- S
- T
- U
- V
- W
- X
- Y
- Z

## A
| Blason de Aubervilliers | Blason  | Parti de gueules à trois besants d'or rangés en pal,et d'argent à la flèche de sable rangée en pal. |
| Blason de Aubervilliers | Détails | Le statut officiel du blason reste à déterminer.                                                    |

| Blason de Aulnay-sous-Bois | Blason  | D'or à l'aulne arraché au naturel, l'écu surmonté d'une couronne murale, soutenu de deux branches, chêne à dextre, laurier à senestre. Antérieurement, et jusqu'en 1986, les armes étaient : D'azur à l'aune arraché de sinople posé sur une terrasse d'argent, au chef tiercé en pal, d'azur, d'argent et de gueules, l'argent chargé des lettres capitales RF, de sable. |
| Blason de Aulnay-sous-Bois | Détails | Armes parlantes. (aulne) Le statut officiel du blason reste à déterminer. |

- Haut – A
- B
- C
- D
- E
- F
- G
- H
- I
- J
- K
- L
- M
- N
- O
- P
- Q
- R
- S
- T
- U
- V
- W
- X
- Y
- Z

## B
| Blason de Bagnolet | Blason  | D'or à une branche de pêcher entrelacée en sautoir de sinople, fruitée de trois pièces de gueules ordonnées 1 et 2. |
| Blason de Bagnolet | Détails | Le statut officiel du blason reste à déterminer.                                                                    |

| Blason de Le Blanc-Mesnil | Blason  | D'azur à la croix engrêlée d'or cantonnée au premier d'un échiqueté d'argent et d'azur de quatre tires, au deuxième et au troisième d'une main dextre appaumée d'or, au quatrième d'un drageoir du même |
| Blason de Le Blanc-Mesnil | Détails | - Le damier dionysien (en haut à gauche) affirme l’appartenance du seigneur du Blanc-Mesnil à la suzeraineté de Saint-Denis. - Le dextrochère en pointe dextre signifie “fidélité jurée au suzerain de Saint-Denis”, c'est-à-dire le fils du roi, duc de France et avoué royal de Saint-Denis. - Le dextrochère en chef senestre signifie un second serment de fidélité, marque de confraternité vis-à-vis des orfèvres ou d’obédience à l’Église. - Ciboire ou drageoir (en bas à droite), la coupe fermée symbolise la corporation des orfèvres de Paris, qui finança probablement la chapelle Notre-Dame pour le compte du roi Jean le Bon en 1353. - La croix engrêlée est le symbole de la Bellicosa Crux (la Croix belliqueuse), qui indique que le tenant du blason s’engage à se battre pour la religion. Adoptées en 1944. Auteur(s)M. Robert LOUIS |

| Blason de Bobigny | Blason  | D'or au sautoir de gueules, à l'écusson d'azur à la corbeille emplie de fleurs et de fruits d'argent et sommée de sept épis de blé du même, brochant en abîme            |
| Blason de Bobigny | Détails | Le sautoir évoque Saint André, le saint-patron de la paroisse du lieu ; et l'écu central la vocation maraîchère de la ville. Adoptées en 1887. Auteur(s)M. l'Abbé MASSON |

| Blason de Bondy | Blason  | D'argent à une forêt terrassée de sinople, au chef d'azur chargé de trois quintefeuilles du champ. Devise / Cri"Heureux sous son ombre" |
| Blason de Bondy | Détails | Le statut officiel du blason reste à déterminer.                                                                                        |

| Blason de Le Bourget (Seine-Saint-Denis) | Blason  | De gueules à trois vols d'or rangés en pal et chargés chacun d'une étoile du même, au chef cousu d'azur chargé d'un huchet contourné aussi d'or Ornements extérieursCroix de guerre 1939-1945 |
| Blason de Le Bourget (Seine-Saint-Denis) | Détails | * Ces armes emploient le terme « cousu » dans le seul but de contrevenir à la règle de contrariété des couleurs : elles sont fautives : azur sur gueules).                                    |

- Haut – A
- B
- C
- D
- E
- F
- G
- H
- I
- J
- K
- L
- M
- N
- O
- P
- Q
- R
- S
- T
- U
- V
- W
- X
- Y
- Z

## C
| Blason de Clichy-sous-Bois | Blason  | Parti de sinople et d'argent à la quintefeuille de l'un en l'autre brochant sur la partition, au chef de gueules chargé d'une croisette haussée d'argent vidée, accostée de deux grappes de raisin tigées et feuillées du même Ornements extérieurs- une couronne de tiges d'or en timbre, - deux genettes d'or tachetées de sable en supports. - quatre longues feuilles de chêne en sautoir, enchâssées dans un cor de chasse d'or abaissé en pointe. |
| Blason de Clichy-sous-Bois | Détails | Le sinople (vert) et la quintefeuille rappellent la forêt de Bondy et les divers parcs municipaux. La croix évoque les Templiers. Le cor de chasse rappelle la fin des chasses du duc d'Orléans. Le statut officiel du blason reste à déterminer. |

| Blason de Coubron | Blason  | D'or à trois huchets (ou cors de chasse) de sable liés, enguichés et virolés d'azur (famille NESMOND) ; au chef de gueules chargé de trois roses d'argent (famille HOCQUART). |
| Blason de Coubron | Détails | Adoptées en 1958. Auteur(s)M. Georges GUYONNET |

| Blason de La Courneuve | Blason  | Écartelé : au 1er d'azur plain, au 2d de gueules à deux colombes essorantes d'argent affrontées en chef, au 3e de sinople à un orme terrassé d'argent brochant sur le 1er, au 4e d'azur au moulin du lieu d'or essoré de gueules, sur une terrasse du second chargée d'une fasce ondée du champ, à la roue de moulin du même brochant sur la partition en pointe, une cotice en barre d'argent abaissée en chef et haussée en pointe, chargée de trois canettes de sinople, brochant sur le tout ; à la champagne d'argent. Devise / Cri« droiture et tendresse » |
| Blason de La Courneuve | Détails | Le blason a changé en 1954. Conflit héraldique : la cotice ne présente que deux canettes. Le statut officiel du blason reste à déterminer. |
| Blason de La Courneuve | Alias   | D'azur à un mur crénelé de cinq pièces d'argent maçonné de sable, ouvert du champ, l'ouverture étant chargée d'une roue de moulin d'or, elle-même soutenue d'ondes du second mouvant de la pointe |

- Haut – A
- B
- C
- D
- E
- F
- G
- H
- I
- J
- K
- L
- M
- N
- O
- P
- Q
- R
- S
- T
- U
- V
- W
- X
- Y
- Z

## D
| Blason de Drancy | Blason  | D'azur au chevron d'or chargé en son sommet d'un D en lettres gothiques de sable, accompagné de deux étoiles d'or en chef et d'un mouton passant d'argent en pointe. |
| Blason de Drancy | Détails | Le statut officiel du blason reste à déterminer. |

| Blason de Dugny | Blason  | Écartelé d'azur à un clou d'argent accompagné de trois fleurs de lys d'or ; et de gueules à une anille d'argent accompagnée de neuf épis de blé d'or, formant trois fleurs de lys bien ordonnées Ornements extérieursCroix de guerre 1939-1945.       |
| Blason de Dugny | Détails | Le clou aux places d'honneur évoque le Clou de la Passion rapporté à Saint-Denis par Saint Louis en 1248. Les armes aux 2d et 3e sont une composition récente évoquant le passé meunier de la ville. Le statut officiel du blason reste à déterminer. |

- Haut – A
- B
- C
- D
- E
- F
- G
- H
- I
- J
- K
- L
- M
- N
- O
- P
- Q
- R
- S
- T
- U
- V
- W
- X
- Y
- Z

## E
| Blason de Épinay-sur-Seine | Blason  | Coupé d'or à la croix de gueules cantonnée de seize alérions d'azur (de MONTMORENCY) , et d'argent à un pin arraché de sinople accosté de deux étoiles de six rais de gueules (de LALIVE de BELLEGARDE et d'EPINAY) . |
| Blason de Épinay-sur-Seine | Détails | Armes parlantes. (pin) Le statut officiel du blason reste à déterminer. |

## G
| Blason de Gagny | Blason  | Écartelé d'un bandé d'or et d'azur, et d'azur à la fleur de lys d'or ; sur le tout de gueules à trois roues d'automobile d'argent. Devise / Cri"Exierunt mille ad victoriam" (ils partirent mille vers la victoire) |
| Blason de Gagny | Détails | Ce sont les armes des religieux de Saint-Faron avec, sur le tout, celles des HOCQUART, seigneurs de Monfermeil, dans lesquelles les trois roses d'argent ont été remplacées par des roues d'automobile, pour évoquer le rassemblement des « Taxis de la Marne » à Gagny. Le statut officiel du blason reste à déterminer. |

| Blason de Gournay-sur-Marne | Blason  | D'azur à un pont de trois arches d'or sur une rivière d'argent chargée d'un poisson du champ, surmonté de deux fleurs de lys du second, à l'écusson du troisième à deux bandes du champ brochant sur le tout. Devise / Cri"Per fontem ad fortunam" |
| Blason de Gournay-sur-Marne | Détails | Les deux fleurs de lis évoquent le siège de l'ancienne prévôté royale et son appartenance à l’Ile de France ; l’écu posé en abîme est aux armes de Jacques PYLLE, l’un des seigneurs du lieu ; le pont évoque le célèbre pont de Gournay-sur-Marne, et le poisson concrétise cet affluent, très poissonneux. Adoptées le 13 avril 1967. Auteur(s)M. Lucien BOUCART |

## I
| Blason de L'Île-Saint-Denis | Blason  | D'azur à une tour d'argent ajourée et maçonnée de sable, adextrée et senestrée d'un mur du second ouvert en ogive du champ ; au chef d'or chargé d'une croix de gueules cantonnée de quatre alérions d'azur (de MONTMORENCY ancien). |
| Blason de L'Île-Saint-Denis | Détails | Le statut officiel du blason reste à déterminer. |

- Haut – A
- B
- C
- D
- E
- F
- G
- H
- I
- J
- K
- L
- M
- N
- O
- P
- Q
- R
- S
- T
- U
- V
- W
- X
- Y
- Z

## L
| Blason de Les Lilas | Blason  | D'or fretté de sinople, entre-semé de fleurs de lilas de pourpre. Devise / Cri« j'étais fleur, je suis cité » |
| Blason de Les Lilas | Détails | Armes parlantes. Le statut officiel du blason reste à déterminer.                                             |

| Blason de Livry-Gargan | Blason  | Parti d'or à deux fasces de gueules, et d'azur à la bande d'argent accompagnée de trois glands d'or en chef mis en barre et posés en orle, et de deux serres d'aigle du même posées en barre et rangées en bande en pointe ; au chef de gueules chargé d'une grappe de raisin tigée et feuillée d'or accostée de deux quintefeuilles d'argent ; sur le tout écartelé de sable et d'argent. |
| Blason de Livry-Gargan | Détails | Le statut officiel du blason reste à déterminer. |

- Haut – A
- B
- C
- D
- E
- F
- G
- H
- I
- J
- K
- L
- M
- N
- O
- P
- Q
- R
- S
- T
- U
- V
- W
- X
- Y
- Z

## M
| Blason de Montfermeil | Blason  | De gueules à trois roses d'argent.                                     |
| Blason de Montfermeil | Détails | Adoptées en 1923. Auteur(s)MM. Franz FUNCK-BRENTANO et Georges LESUEUR |

| Blason de Montreuil | Blason  | D'azur au chevron d'or surmonté d'une fleur de lys du même et accompagné de trois branches de pêcher d'argent fruitées du second. |
| Blason de Montreuil | Détails | Adoptées le 9 juillet 1942. Auteur(s)M. Robert LOUIS                                                                              |

- Haut – A
- B
- C
- D
- E
- F
- G
- H
- I
- J
- K
- L
- M
- N
- O
- P
- Q
- R
- S
- T
- U
- V
- W
- X
- Y
- Z

## N
| Blason de Neuilly-Plaisance | Blason  | D'azur à l'aigle éployée d'argent tenant dans sa serre dextre un rameau de laurier d'or (qui sont du RAGOIS DE BRETONVILLERS), chargée en cœur d'un écusson d'argent à la fasce ondée d'azur accompagnée en chef d'une croix latine de gueules accostée de deux croissants versés de sinople (qui sont de FOULQUES). |
| Blason de Neuilly-Plaisance | Détails | "L’aigle est fourni par les armes des RAGOIS DE BRETONVILLIERS, seigneurs du Plateau d’Avron au XIIe siècle. L’écusson en abîme reprend les armes de Foulques, curé de Neuilly, qui prêcha la 4e Croisade en 1198." (Site de la commune) Adoptées le 11 décembre 1951. Auteur(s)M. Robert LOUIS                      |

| Blason de Neuilly-sur-Marne | Blason  | D'argent à la fasce ondée d'azur accompagnée en chef d'une croix latine de gueules accostée de deux croissants versés de sinople (qui sont de l'Abbé Foulques), et en pointe d'un râteau en bande et d'une bêche en barre passés en sautoir, le tout de gueules. Ornements extérieursL'écu timbré de la couronne murale d'or à trois tours crénelées, soutenu d'une branche de chêne à dextre, d'une de laurier à senestre. Devise / CriDiex el volt (Dieu le veut) |
| Blason de Neuilly-sur-Marne | Détails | Le râteau et la bêche furent rajoutés aux armes à la demande des maraîchers de la ville. Adoptées en 1968. Auteur(s)Mme Mireille Louis |

| Blason de Noisy-le-Grand | Blason  | D'azur au chevron d'or chargé d'une couronne antique du champ, accompagné de trois noix d'argent, à la rivière ondée du même mouvant de la pointe. |
| Blason de Noisy-le-Grand | Détails | Armes parlantes. Le statut officiel du blason reste à déterminer.                                                                                  |

| Blason de Noisy-le-Sec | Blason  | D'azur à deux épis en sautoir accompagné de trois noix, l'une en chef, et les deux autres aux flancs, et en pointe d'une grappe de raisin tigée et feuillée, le tout d'argent. |
| Blason de Noisy-le-Sec | Détails | Armes parlantes. Le statut officiel du blason reste à déterminer. |

- Haut – A
- B
- C
- D
- E
- F
- G
- H
- I
- J
- K
- L
- M
- N
- O
- P
- Q
- R
- S
- T
- U
- V
- W
- X
- Y
- Z

## P
| Blason de Pantin | Blason  | D'argent à la croix de gueules cantonnée de quatre molettes du même. Devise / Cri"Hardy Pantin en avant" |
| Blason de Pantin | Détails | Le statut officiel du blason reste à déterminer.                                                         |

| Blason de Pavillons-sous-Bois | Blason  | De gueules au chef cousu d'azur, à l'écu de dame d'or brochant sur la partition, bordé d'une couronne de laurier de sinople fruitée de gueules, enrubannée d'argent, l'écu chargé d'un chêne aussi de sinople, accosté de six arbres plus petits du même rangés trois à dextre et trois à senestre et de deux pavillons d'argent essorés de gueules mouvant des flancs, le tout posé sur une terrasse aussi de sinople. Devise / Cri« en avant toujours » |
| Blason de Pavillons-sous-Bois | Détails | Armes parlantes. Le statut officiel du blason reste à déterminer. |

| Blason de Pierrefitte-sur-Seine | Blason  | De gueules à trois rochers d'argent mouvant de la pointe, celui du centre plus élevé et sommé d'un pinson d'or ; au chef cousu d'azur chargé d'un clou d'argent accosté de deux fleurs de lis d'or. |
| Blason de Pierrefitte-sur-Seine | Détails | Attribuées à la ville par arrêté préfectoral du 20 juin 1942. Auteur(s)M. Robert LOUIS |

| Blason de Le Pré-Saint-Gervais | Blason  | De sinople à cinq trangles ondées abaissées d'argent surmontées d'un rencontre de bélier du même. Devise / Cri"Pré je fus, Ville je suis." |
| Blason de Le Pré-Saint-Gervais | Détails | Le statut officiel du blason reste à déterminer.                                                                                           |

- Haut – A
- B
- C
- D
- E
- F
- G
- H
- I
- J
- K
- L
- M
- N
- O
- P
- Q
- R
- S
- T
- U
- V
- W
- X
- Y
- Z

## R
| Blason de Le Raincy | Blason  | D'or au chêne arraché de sinople, à la fasce de vair brochante, accompagnée en pointe à dextre d'un croissant de gueules et à senestre d'une fleur de lys d'azur, à la bordure aussi de gueules. Devise / Cri"heri nemus urbs hodie" (hier forêt, aujourd'hui ville) |
| Blason de Le Raincy | Détails | Le statut officiel du blason reste à déterminer. |

| Blason de Romainville | Blason  | Coupé d'azur à un château fortifié d'argent ouvert, ajouré et maçonné de sable ; et d'or à un arbre arraché de sinople. Devise / Cri« bois perdu, cité parue » |
| Blason de Romainville | Détails | Adoptées en 1942. Auteur(s)M. Robert LOUIS |

| Blason de Rosny-sous-Bois | Blason  | D'azur à l'aigle essorante d'argent tenant dans sa serre dextre un rameau d'olivier d'or posé en pal. |
| Blason de Rosny-sous-Bois | Détails | Le statut officiel du blason reste à déterminer.                                                      |

- Haut – A
- B
- C
- D
- E
- F
- G
- H
- I
- J
- K
- L
- M
- N
- O
- P
- Q
- R
- S
- T
- U
- V
- W
- X
- Y
- Z

## S
| Blason de Saint-Denis | Blason  | D'azur semé de fleurs de lys d'or. Devise / Cri"Mont Joye Saint Denys" |
| Blason de Saint-Denis | Détails | Le statut officiel du blason reste à déterminer.                       |

| Blason de Saint-Ouen-sur-Seine | Blason  | De gueules semé de grandes étoiles d'argent à huit rais, chargées chacune en coeur d'un tourteau d'azur surchargé d'un soleil percé d'or. Ornements extérieursL'écu est tenu par deux chevaliers de l'Ordre de l'Étoile (1351) en habit. Devise / Cri« monstrant regibus astra viam » (les astres montrent la route au roi). |
| Blason de Saint-Ouen-sur-Seine | Détails | C'est au cœur du Moyen-Âge que sont nées les armoiries de la ville. Elles symbolisaient alors l'ordre de l'Étoile, qui institua le roi Jean le Bon pour la compagnie des "Chevaliers de Notre-Dame de la Noble Maison de Saint-Ouen-les-Saint-Denis" ; la "Noble Maison" faisant référence à la résidence favorite des Mérovingiens puis des Valois. Adoptées en 1959, conçues sur la base des armes originelles de 1860. Auteur(s)M. Robert LOUIS |

| Blason de Sevran | Blason  | D'azur à la bande d'argent accompagnée en chef de trois glands d'or mis en barre et posés en orle et en pointe de deux pattes d'aigle du même posées en barre et rangées en bande, au chef d'azur chargé de trois fleurs de lis d'or et brisé d'un lambel d'argent. |
| Blason de Sevran | Détails | Le chef aux armes d'ORLEANS, préfigure un passé commun avec Livry de terres de chasse du Duc du nom. Le statut officiel du blason reste à déterminer. |

| Blason de Stains | Blason  | D'argent à deux fasces ondées de sinople, au chef de gueules chargé de trois épis de blé tigés et feuillés d'or. Devise / Cri"semina metes" (sème, tu récolteras). |
| Blason de Stains | Détails | Le statut officiel du blason reste à déterminer. |

## T
| Blason de Tremblay-en-France | Blason  | D'azur au tau d'or accosté de deux feuilles de tremble d'argent posées l'une en bande et l'autre en barre et mouvant du pied du tau; au chef d'or chargé d'un lion issant de gueules. |
| Blason de Tremblay-en-France | Détails | Armes parlantes. Adoptées (date inconnue). Auteur(s)Mme Mireille LOUIS |

## V
| Blason de Vaujours | Blason  | D'azur à la bande bretessée et contre-bretessée d'or, au chef du champ chargé d'une escarboucle fleurdelysée du second. |
| Blason de Vaujours | Détails | Le statut officiel du blason reste à déterminer.                                                                        |

| Blason de Villemomble | Blason  | Parti d'argent au lion de gueules chargé d'une escarboucle d'or, et du second semé de châteaux d'or ouverts du champ. Devise / Cri"villa non una sed mille" (ce n'est pas une maison, mais mille). |
| Blason de Villemomble | Détails | Adoptées le 2 mars 1914. Auteur(s)M. Robert LOUIS |

| Blason de Villepinte | Blason  | D'azur au clou de la Passion d'argent accompagné de trois fleurs de lys d'or (de l'Abbaye Royale de Saint-Denis) ; chaussé du même chargé de deux socs de charrue de sable la pointe en haut. |
| Blason de Villepinte | Détails | Le statut officiel du blason reste à déterminer. |

| Blason de Villetaneuse | Blason  | De gueules au château d'argent ouvert et ajouré du champ, au chef du second chargé de trois arbres de sinople. |
| Blason de Villetaneuse | Détails | Le statut officiel du blason reste à déterminer.                                                               |